# Mario Pacheco (productor musical)
Mario Pacheco (Madrid, 6 de noviembre de 1950-Madrid, 26 de noviembre de 2010) fue un productor musical español, además de fotógrafo y empresario, considerado un personaje clave en la música española de los 80 y 90.

## Biografía
Nacido en Madrid, Pacheco está considerado como una figura esencial en el desarrollo del flamenco contemporáneo y otros géneros musicales en España durante más de dos décadas.
En 1982  fundó Nuevos Medios, una casa de discos que introdujo numerosos guitarristas, cantantes de nuevo flamenco y del pop más sofisticado. Fue también un reconocido fotógrafo profesional.
En un momento en que el flamenco no estaba en el centro de la cultura de la juventud, Pacheco firmó con muchos músicos jóvenes que renovaron el género mezclándolo con otras formas musicales. Al mismo tiempo, lanzó formaciones de new wave o innovadores trabajos de jazz contemporáneo.
A través de su compañía, Pacheco lanzó álbumes firmados por los más significativos artistas del momento: Carles Benavent, Diego Carrasco, Jorge Pardo, Ketama, La Macanita, Pata Negra, Golpes Bajos, Martirio, Ray Heredia y La Barbería del Sur, entre otros.
Además, editó un catálogo de músicas tan variadas como las de Joy Division, New Order y The Smiths; el músico minimalista Steve Reich; figuras del jazz como Bill Evans, Keith Jarrett Pat Metheny y Art Pepper, y recopilaciones de música cubana de Bola de Nieve y Benny Moré. También produjo recopilaciones mixtas de los artistas de la casa en la serie Los Jóvenes Flamencos.
En el momento de su muerte de cáncer en Madrid, Pacheco era el presidente  de la Unión Fonográfica Independiente (UFI), la asociación de etiquetas independientes españolas.
Un año después de su muerte tuvo que cerrar sus puertas Nuevos Medios. Una década después se estrenó el documental Revelando a Mario, producido por Movistar Plus.

## Documental
- Revelando a Mario (2020)